# Avdo Međedović
Avdo Međedović (* um 1875 in Obrov bei Bijelo Polje, Sandschak Novi Pazar, Osmanisches Reich; † 1953 bei Bijelo Polje, Jugoslawien) war ein muslimischer Guslar aus dem Sandžak (heute Montenegro), der als illiterater Guslen-Spieler der Oral poetry zugerechnet wird. In der Tradition der südslawischen Heldenepik war er der weitaus bedeutendste Epiker im serbokroatischen Sprachraum.
Avdo Međedović wurde 1934 durch Milman Parry „entdeckt“, Avdos Stil und Können bildeten die Grundlage für die Bestätigung der Oral poetry-Theorie in der Homerischen Frage. Nach Parrys Tod wurden die Tonaufnahmen, sowie in einer weiteren Expedition 1950/1951 Aufnahmen Međedović angefertigt, die heute den wesentlichen Grundstock der Sammlung südslawischer Heldenepik an der Harvard University bilden (Milman Parry Collection of Oral Literature). Durch Albert Lord wurde Međedović der Ehrentitel Jugoslawischer Homer verliehen.

## Homerische Frage
Die amerikanischen Homer-Forscher Milman Parry und sein Assistent Albert Bates Lord reisten auf Empfehlung des slowenischen Volksliedforschers Matija Murko 1933 nach Dubrovnik, um im damaligen Königreich Jugoslawien die Epen der Südslawischen Barden mit den damals modernsten Aufnahmemethoden zu protokollieren. Begleitet wurden sie von dem Guslaren Nikola Vojnović, der die Interviews führte. Ziel war es, in der Homerischen Frage in situ Vergleiche zu gewinnen. Parrys eigentliches ursprüngliches Vorhaben, diese Feld-Forschung in der Sowjetunion durchzuführen, scheiterte an den objektiven Schwierigkeiten, die dort ein amerikanisches Forscherteam damals erwartet hätte.
Parry fand insbesondere in der legendären Figur des Ćor Huso Husović (dessen Biographie ist ähnlich der von Homer durch Legendenbildung völlig entstellt und durch keine gesicherten biographischen Daten abgesichert) und insbesondere in dessen angeblichem Schüler Avdo Međedović zwei programmatische Sänger, die durch die Etikettierung als moderne Äquivalente Homers insbesondere in der amerikanischen Homerforschung bald einen exemplarischen Status erreichten. Ähnlich wie Homer und andere Barden wurde diesen eine besondere Heroisierung zuteil, die sie auch aufgrund der Zuschreibung als "Letzte ihrer Art" zuerkannt bekommen haben.
Von den Sängern, die Milman Parry 1933 sowie Albert Lord 1950 und 1951 in Montenegro und Südwestserbien aufnehmen konnten, war Avdo Međedović der bei weitem talentierteste. Das Epos Ženidba Smailagić Meha. (12.323 Zeilen), welches Avdo Međedović auswendig vortragen konnte, erreichte dabei fast die Länge der Ilias (15.690 Zeilen). Die längste Tonaufnahme eines einzelnen Epos von Avdo Međedović dauerte 16 Stunden und nahm 199 Schallplattenseiten in Anspruch. Auf 53 Stunden beläuft sich das in Harvard insgesamt zu Avdo Međedović aufgezeichnete Liedmaterial. Obwohl Avdo einst in der Osmanischen Armee Türkisch erlernt hatte, blieb er dennoch illiterat und erlernte in keiner Sprache lesen oder schreiben. Jedoch konnte er ein einmal gehörtes Lied von 2194 Zeilen sofort behalten und erinnerte dieses auch 16 Jahre später, ohne es in der Zwischenzeit jemals wieder vorgetragen zu haben. Aufgrund dieser ausgesprochen Begabung sowie seiner epischen Schaffenskunst wurde ihm von Parry und Albert Lord der Ehrentitel "Jugoslawischer Homer" verliehen. Er war auch der letzte eigentliche Schöpfer und Epiker in der Tradition.

## Epen
- Ženidba Smailagić Meha (The Wedding of Meho Smailagić, 1935)
- Sultan Selim uzima Bagdat
- Đerđelez Alija i Vuk Jajčanin
- Bolovanje cara Dušana u Prizrenu
- Robija Tala Oreškog osam godina u Ozimu
- Osman-beg Delibegović i Pavićević Luka
- Mujo i Halil ufatili Kostreš Harambašu
- Ženidba Vlahinić Alije Zlatom Alajbega iz Klisa